# Путеводитель по Берлину
«Путеводитель по Берлину» — рассказ Владимира Набокова, относящийся к русскому периоду его творчества. Был написан и опубликован (под псевдонимом В. Сирин) в 1925 году, вошёл в состав сборника «Возвращение Чорба» (1929).

## Сюжет и история текста
Рассказ лишён чёткого сюжета. Русский эмигрант, сидя в пивной, рассказывает товарищу обо всём, что видел в течение дня: о трубах, лежащих на тротуаре перед его домом, о трамвае, о зоопарке. Он видит красоту и волшебство в самых обыденных вещах, переворачивая, по словам одного из литературоведов, «другой стороной подзорную трубу времени».
«Путеводитель по Берлину» был написан в декабре 1925 года, сразу после окончания работы над романом «Машенька», и увидел свет 24 декабря того же года в берлинской газете русских эмигрантов «Руль». В 1929 году автор включил рассказ в сборник «Возвращение Чорба». Сам Набоков позже написал: «Несмотря на видимую простоту, этот „Путеводитель“ является одним из самых каверзных моих сочинений». 
Специалисты видят в рассказе демонстрацию разработанной писателем техники «остраннения», полемику с книгой Виктора Шкловского «Zoo, или Письма не о любви». По мнению биографа Набокова Брайана Бойда, «в нарочито несвязной структуре» «Путеводителя» писатель «обнаружил для себя одну из возможностей избежать причёсанного реализма „Машеньки“». Томас Урбан увидел в этом рассказе «моментальные снимки Берлина двадцатых годов, путеводитель по городским будням».